# In Old Arizona
In Old Arizona é um filme norte-americano de 1929, do gênero faroeste, dirigido por Raoul Walsh e Irving Cummings e estrelado por Warner Baxter e Edmund Lowe.

## Produção
Rodado em 1928, porém lançado somente no início do ano seguinte, In Old Arizona foi o primeiro faroeste importante da era sonora do cinema. Sons de cascos de cavalos, tiros, ovos e toucinho sendo fritos,  ruídos com a boca após um drinque de uísque etc, tudo isso fez a delícia do público e tornou-o o primeiro filme sonoro de ação bem-sucedido.
Com microfones colocados em árvores, debaixo de rochas e no meio de muito capim, In Old Arizona foi também o primeiro filme sonoro gravado ao ar livre, apesar de mais de meia hora de cenas em uma cabana.
Outra novidade trazida pelo filme foi a introdução de música nos faroestes, principalmente de canções folclóricas que seriam melhor exploradas mais tarde por diretores como John Ford. My Tonia, interpretada pelo astro Wayne Baxter, tornou-se um grande sucesso na voz de Nic Lucas e incentivou Ken Maynard a cantar em sua série na Universal Pictures. Estava, assim, aberto o caminho para os cowboys cantores, como Gene Autry, Roy Rogers e Rex Allen, popularizados a partir da década seguinte.
Naquela época de transição, as plateias estavam fascinadas por produções com muitos diálogos -- comédias e musicais -- o que, evidentemente, prenunciava um futuro negro para um gênero essencialmente de ação. A desconfiança aumentava ainda mais com declarações de técnicos de som, que afirmavam ser difícil, senão impossível, filmar em ambientes naturais. Contudo, a ousadia de Raoul Walsh e o sucesso da empreitada mostraram a Hollywood que faroestes podiam se beneficiar tanto de falas quanto de sons variados.
In Old Arizona foi ainda o primeiro filme sonoro com o herói Cisco Kid, criado por O. Henry. O roteiro é baseado em seu conto The Caballero's Way.
O próprio Walsh deveria estrelar o filme. Entretanto, um acidente fatal de automóvel deixou-o cego de um olho, o que acabou com sua carreira de ator.
Warner Baxter recebeu o Oscar de Melhor Ator pelo seu desempenho, o único de sua carreira. A produção foi indicada em outras quatro categorias, entre elas a de Melhor Filme.

## Sinopse
Cisco Kid, o Robin Hood do Velho Oeste, é perseguido pelo Sargento Mickey Dunn, do Exército norte-americano. Ambos são apaixonados por Tonia Maria, a infiel namorada do fora-da-lei. Por fim, Tonia e o Sargento costuram um plano para prender o proscrito. Mas Cisco Kid tem um ás na manga...

## Premiações
| Prêmio | Categoria | Situação                   |
| ------ | --- | -------------------------- |
| Oscar  | Melhor Filme Melhor Ator (Warner Baxter) Melhor Diretor (Irving Cummings) Melhor Roteiro Adaptado Melhor Fotografia | Indicado Vencedor Indicado |

## Elenco
| Ator/Atriz         | Personagem           |
| ------------------ | -------------------- |
| Warner Baxter      | Cisco Kid            |
| Edmund Lowe        | Sargento Mickey Dunn |
| Dorothy Burgess    | Tonia Maria          |
| Henry Armetta      | Barbeiro             |
| James Bradbury Jr. | Soldado              |
| Joe Brown          | Barman               |
| Alphonse Ethier    | Xerife               |